# بايرون باول براون
بايرون باول براون (بالإنجليزية: Byron Paul Brown)‏ هو شخصية أعمال نيوزيلندي، ولد في 8 يوليو 1866، وتوفي في 21 أغسطس 1947.